# Gamma Lyrae
Gamma Lyrae (γ Lyr, Sulafat) – gwiazda w gwiazdozbiorze Lutni. Jest odległa od Słońca o ok. 620 lat świetlnych.

## Nazwa
Gwiazda ta ma tradycyjną nazwę Sulafat, która wywodzi się od arabskiego słowa ‏السلحفاة‎ al-sulḥafāt, co oznacza „żółw” i odnosi się do innej dawnej nazwy konstelacji Lutni. Inna dawniej używana nazwa Jugum (od łac. iugum, „jarzmo”), wzięła się z błędnego zrozumienia opisu Bayera, który wskazywał położenie gwiazdy na ramie Lutni (właściwie liry). Międzynarodowa Unia Astronomiczna zatwierdziła użycie nazwy Sulafat dla określenia tej gwiazdy.

## Charakterystyka
Sulafat to błękitny olbrzym należący do typu widmowego B9. Temperatura jego powierzchni to około 10 000 K, jego jasność jest 2100 razy większa od jasności Słońca, a promień 15 razy większy. Masa tej gwiazdy to nieco ponad 5 mas Słońca, około 150 tysięcy lat temu zakończyła ona etap syntezy wodoru w hel w jądrze i proces ten trwa obecnie w otoczce jądra. W ciągu następnych 200 tysięcy lat gwiazda zamieni się w pomarańczowego olbrzyma i pojaśnieje wraz z rozpoczęciem syntezy helu w węgiel w jądrze. Za około 25 milionów lat gwiazda odrzuci otoczkę, tworząc mgławicę planetarną z masywnym węglowo-tlenowym białym karłem w centrum. Sulafat i Sheliak, inna gwiazda Lutni, pomagają astronomom amatorom odnaleźć na niebie Mgławicę Pierścień (M57), położoną w połowie drogi między nimi.
Gamma Lyrae ma trzech słabych optycznych towarzyszy: składnik B ma obserwowaną wielkość gwiazdową 12,1m i znajduje się 13,5 sekundy kątowej od olbrzyma (pomiar z 2014 r.); składnik C jest odległy o 178,2″ i ma wielkość 10,6m; składnik D znajduje się 90,6″ od Sulafata, a jego wielkość gwiazdowa to 12,48m.